# Amanohashidate

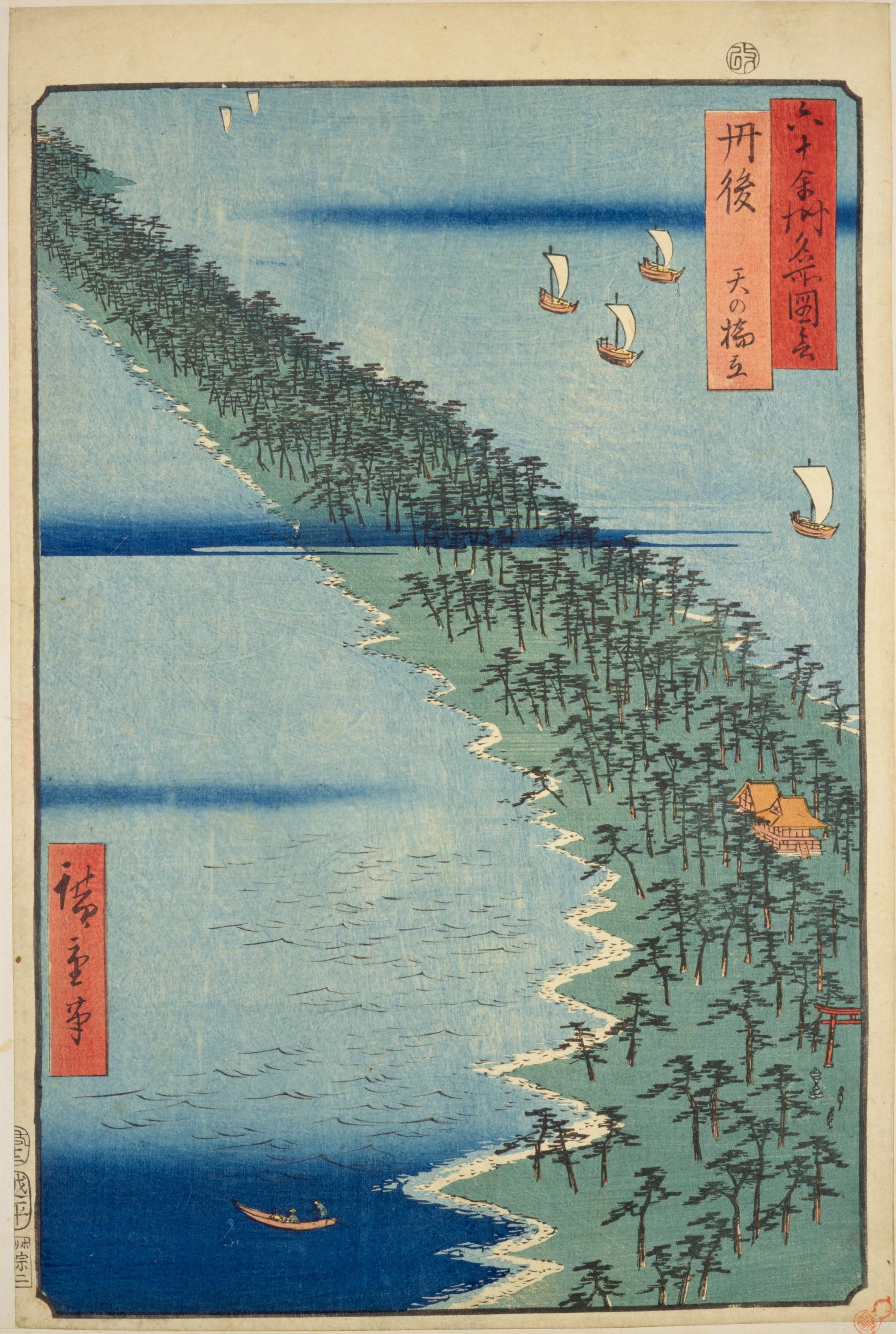
Amanohashidate aus der Farbholzschnitt-Serie Rokujūyoshū meisho zue von Hiroshige, 1853

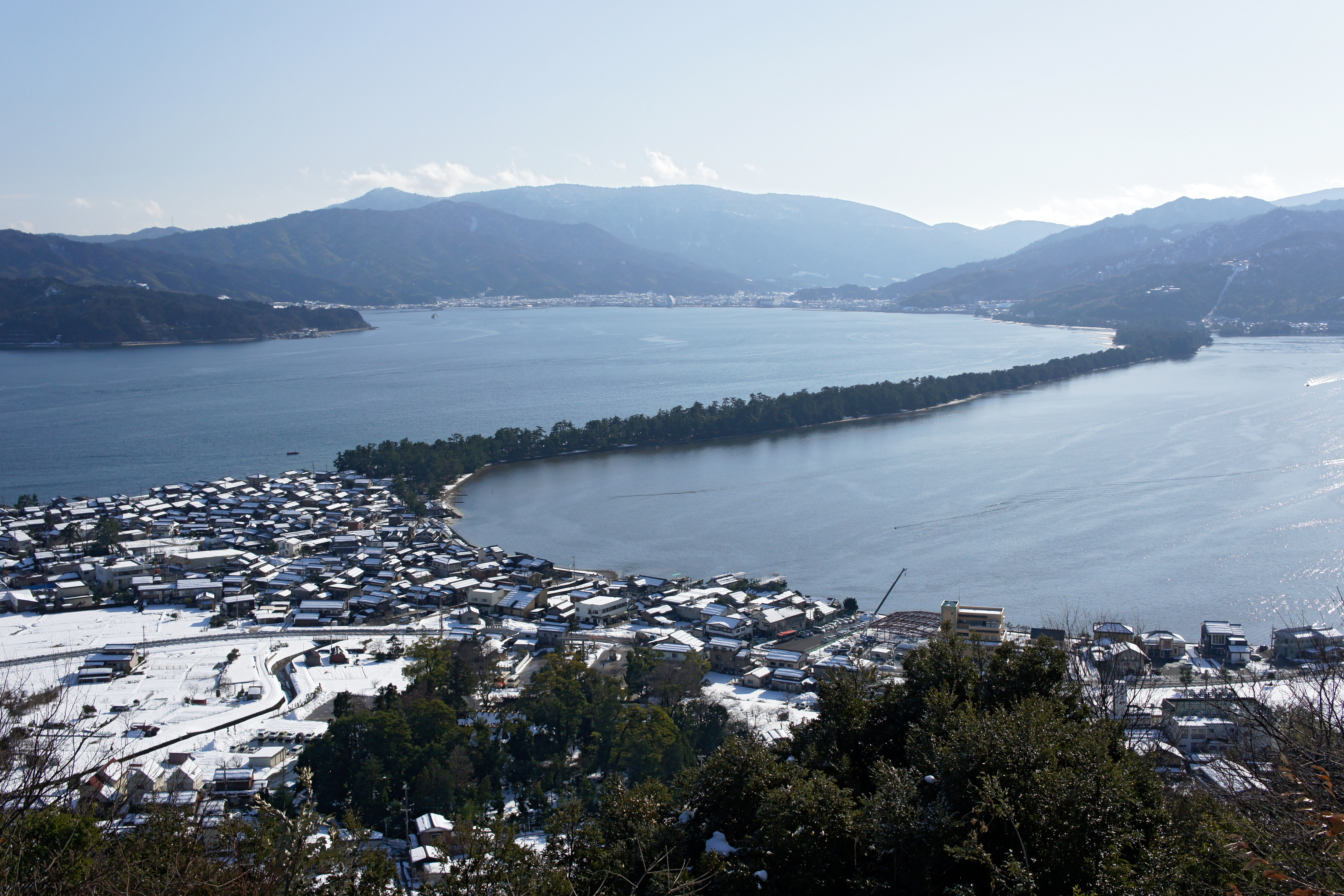
Amanohashidate

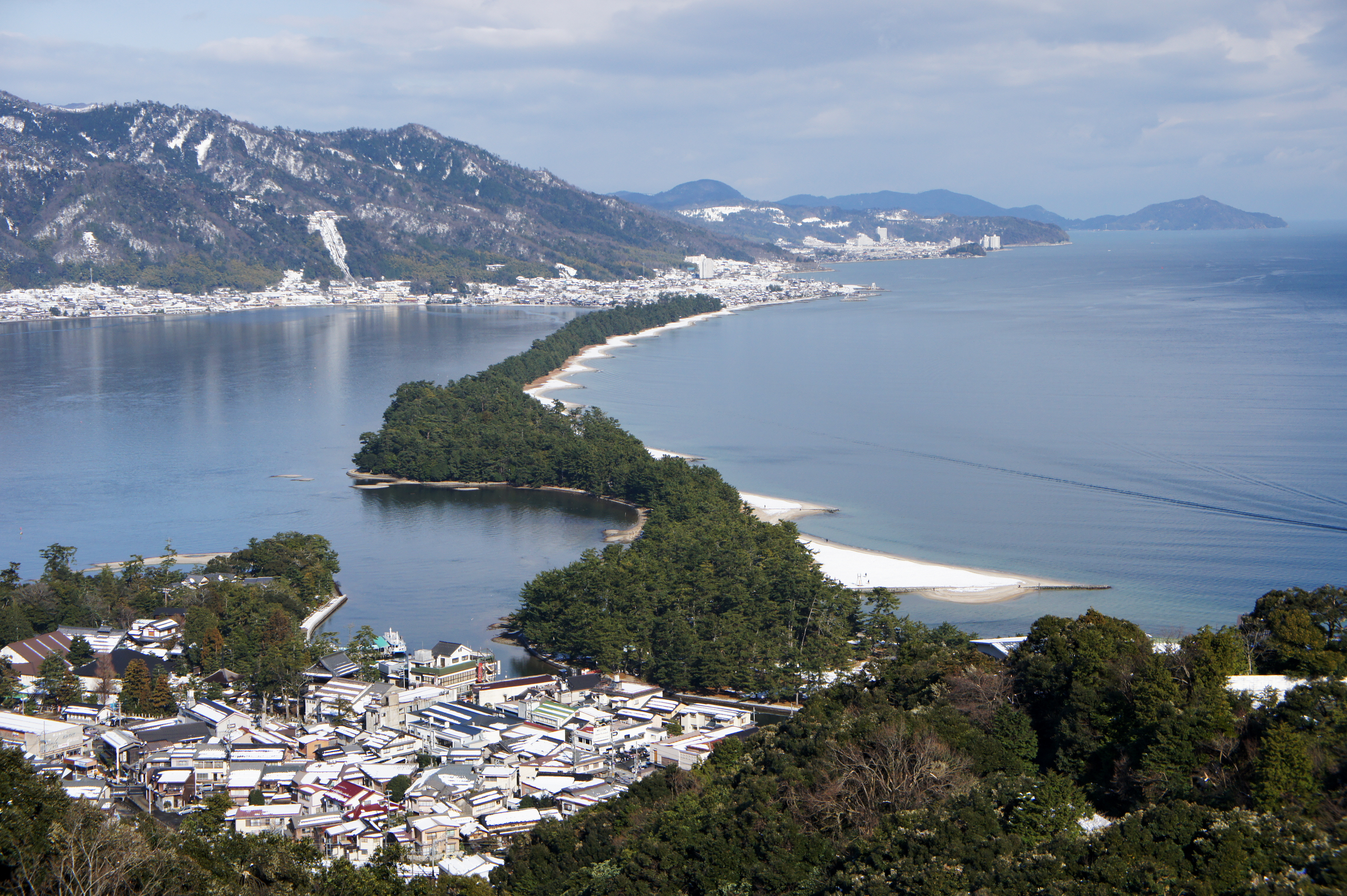
Blick nach Norden

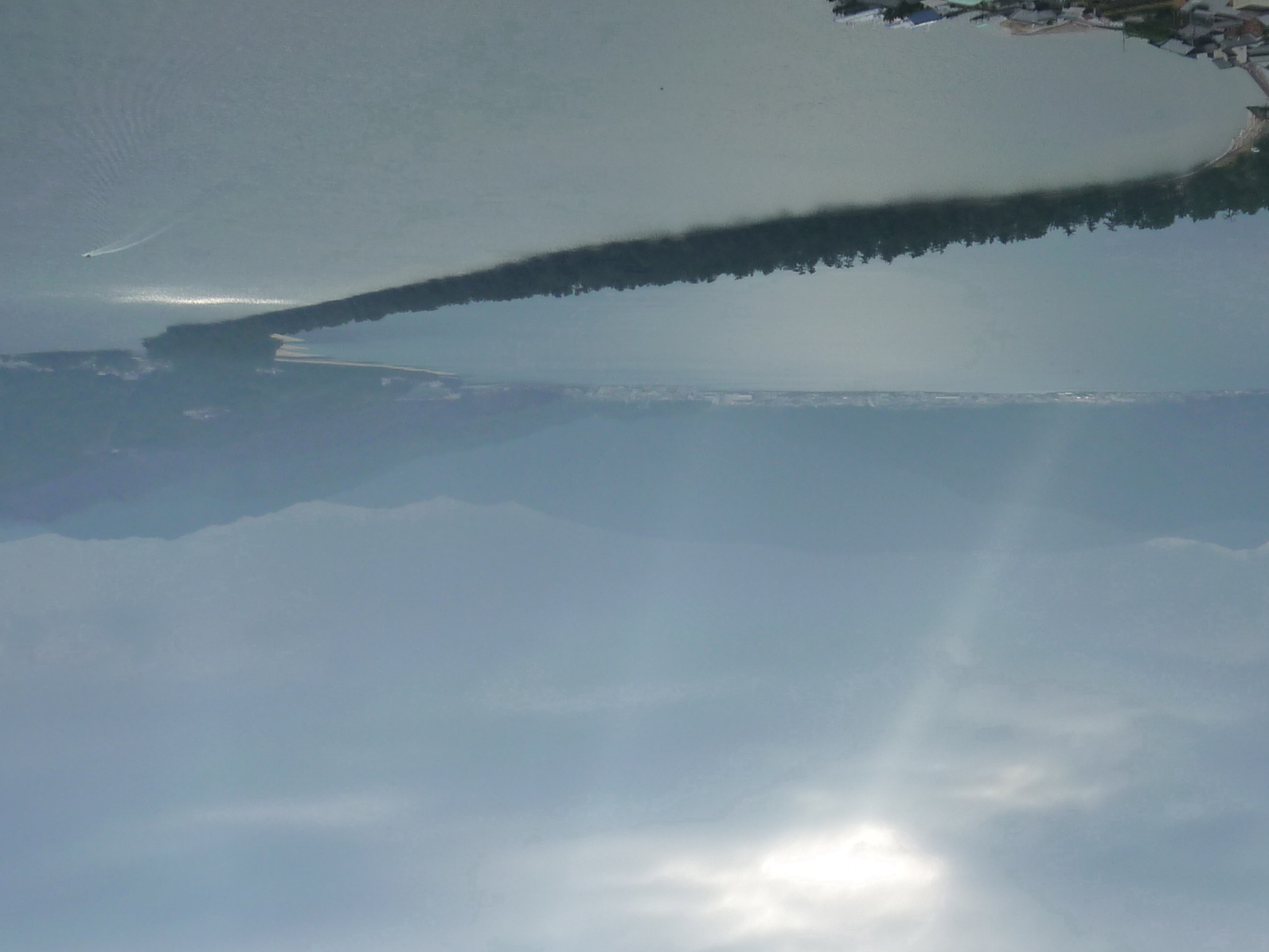
Stellt man sich mit dem Rücken zur Bucht, bückt sich und blickt durch die gespreizten Beine, ergibt sich der Anblick der zwischen Himmel und Erde schwebenden Brücke (auf den Kopf gestelltes Foto)

Ama-no-hashidate (japanisch 天橋立) ist ein Teil der japanischen Stadt Miyazu im Norden der Präfektur Kyōto. Ein Touristenanziehungspunkt befindet sich hier mit der „Himmelsbrücke“, einer 3,6 km langen natürlichen Sandbank, die mit Kiefern bepflanzt ist. Sie ist eine der „drei schönsten Landschaften Japans“. Die Nehrung besitzt einen Sandstrand, der im Sommer von Touristen besucht wird. Der Besucher erreicht sie vom Bahnhof aus über eine Drehbrücke und dann über eine feste Brücke, die den Abfluss der von ihr eingeschlossenen Bucht (Aso-no-umi) überquert. So kann der Besucher sie auf dem Wege nach Fuchu am anderen Ende der Nehrung zu Fuß erkunden, wenn er nicht eins der Boote dazu nutzt, um Fuchu direkt zu erreichen.
Den besten Blick auf die „Himmelsbrücke“ hat man vom Kasamatsu-Park aus, den man von Fuchu mit einer kurzen Bergbahn erreicht: Dabei stellt man sich mit dem Rücken zur Bucht auf eine der drei Bänke, bückt sich und blickt durch die gespreizten Beine hindurch auf die Nehrung. Durch diese Perspektive soll der Eindruck entstehen, als schwebe die Sandbank zwischen Himmel (Takama-no-hara) und Erde. Oberhalb des Parks befindet sich in den Bergen der Nariai-ji, der zum Saigoku-Pilgerweg gehört. Das Gebiet liegt innerhalb des Tango-Amanohashidate-Ōeyama-Quasi-Nationalparks.
Amanohashidate besitzt einen Bahnhof an der Miyazu-Linie, der von der privaten Bahngesellschaft Kitakinki Tango Tetsudō betrieben wird. In der Nähe des Bahnhofs befindet sich der alte Tempel Chion-ji.